# Trípode

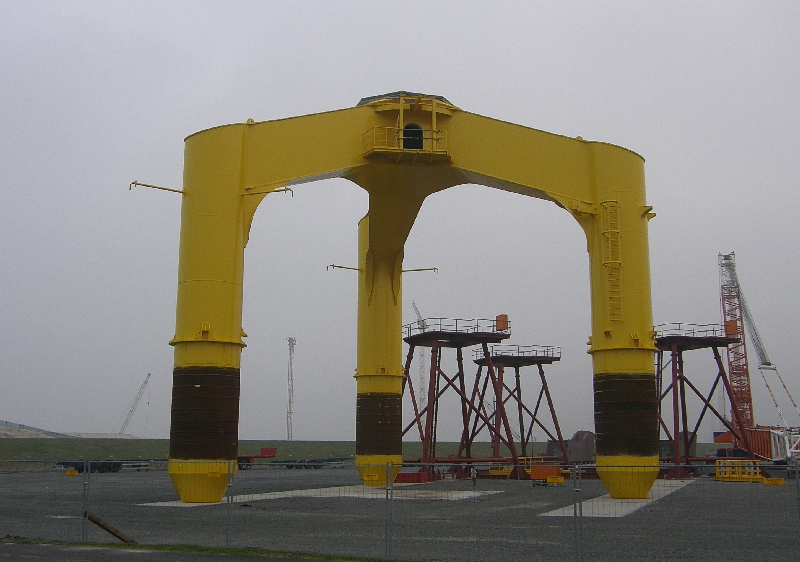
Trípode per a un molí de vent dins el mar

Un tres peus o trípode és una estructura portàtil composta de tres potes que es fa servir per sostenir el pes i mantenir estable algun instrument. Els tres peus li permeten garantir una estabilitat notable, i alhora adaptar-se al terreny, quan aquest no és del tot pla.

## Usos artístics

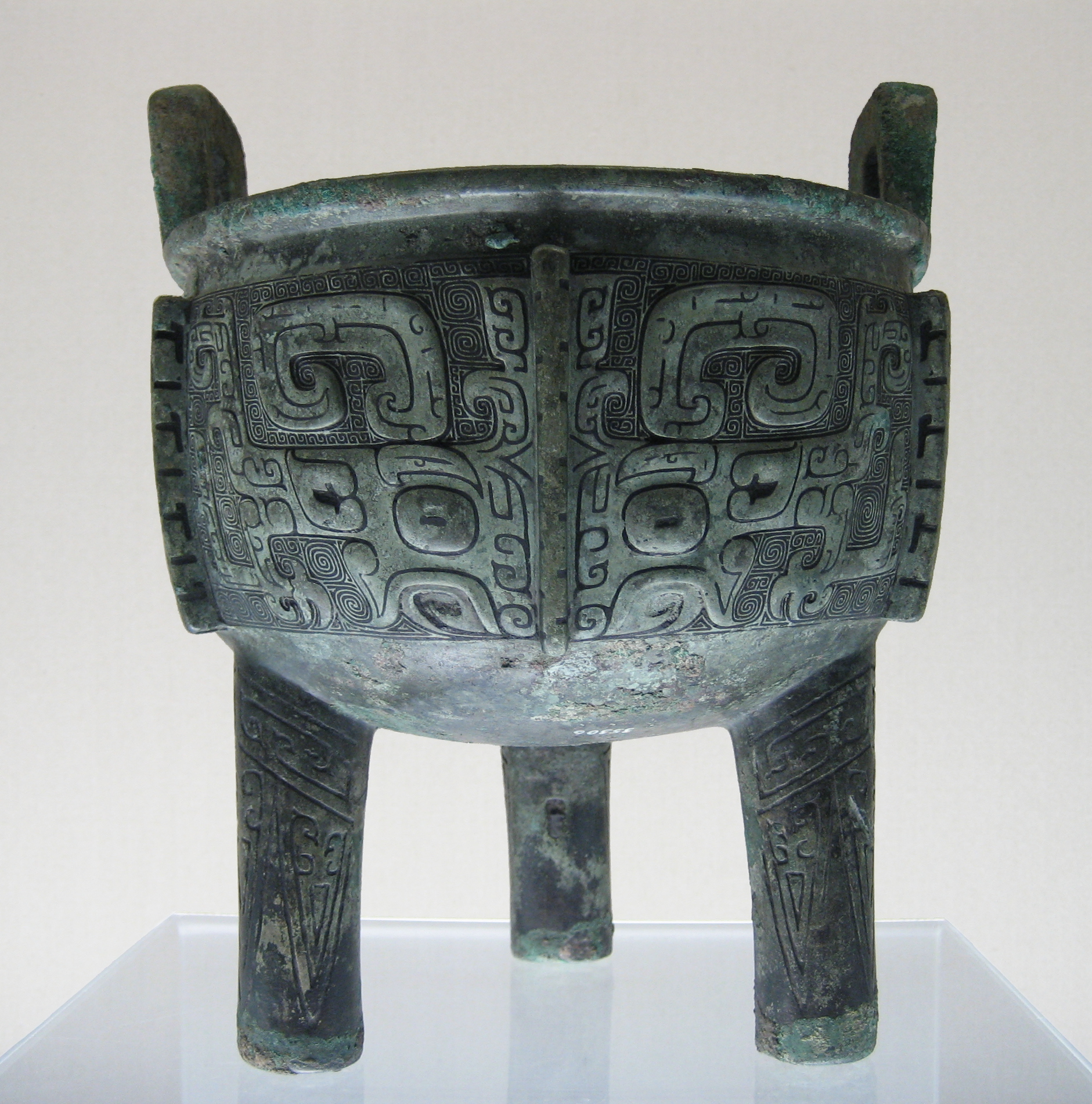
Un ding del final de la Dinastia Xia

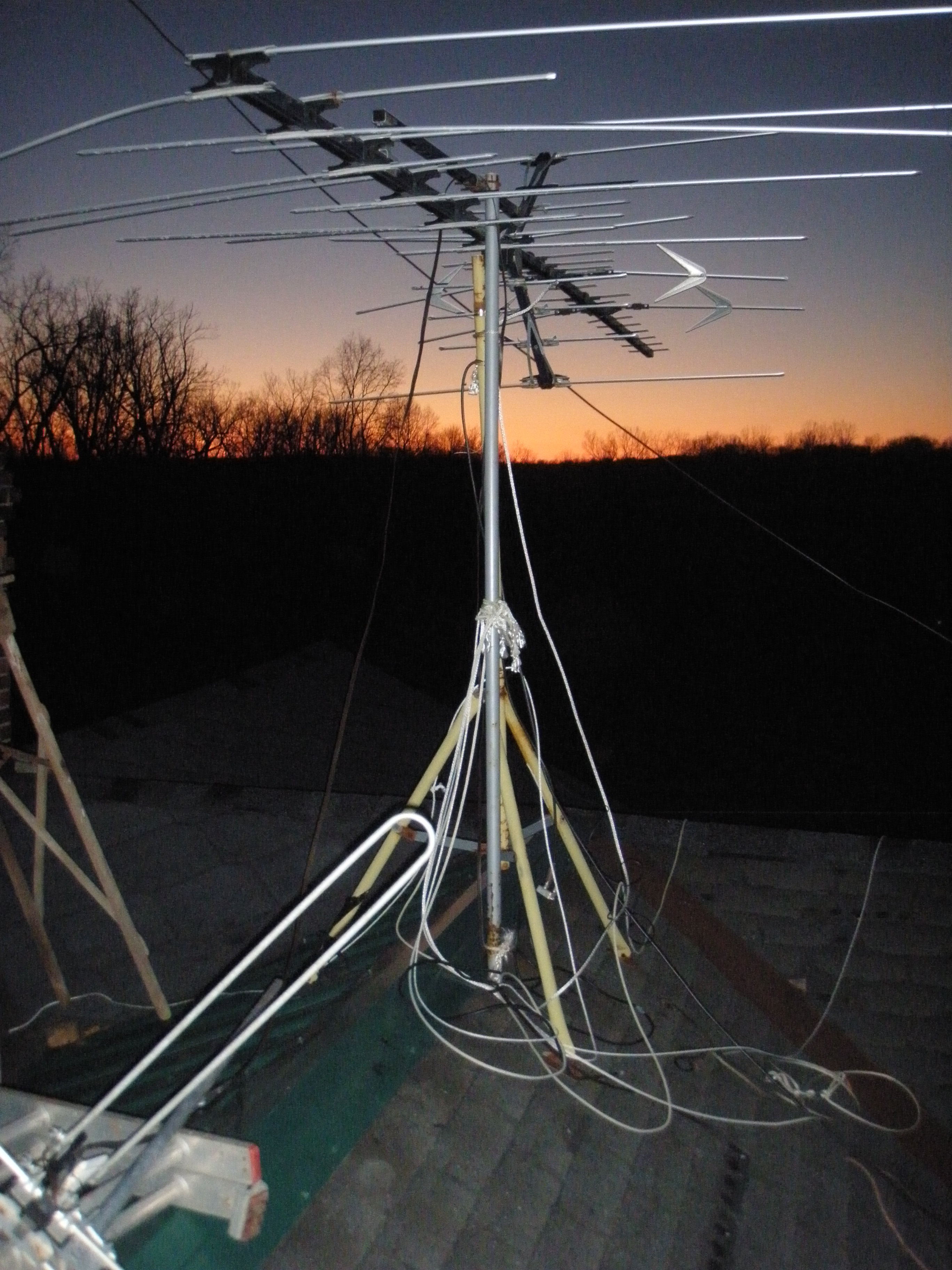
Un trípode que suporta una antena de televisió en un terrat

Moltes cultures, com ara a l'antiga Xina i a l'antiga Grècia, han utilitzat trespeus com a trofeu, altar de sacrificis, recipient per cuinar, escalfador i element decoratiu. S'han trobat trespeus de ceràmica als jaciments arqueològics de la Xina des de les primeres cultures neolítiques de cishan i peiligang, els 7è i 8è mil·lennis aC. Tot i que la majoria de trípodes sacrificials que s'han trobat a la Xina són de bronze, també n'hi havia de ceràmica. Aquests recipients, que hom anomena "dings", solien tenir tres potes i, de vegades, quatre.
Modernament, els xinesos utilitzen trespeus sacrificials amb una finalitat simbòlica, com el 2005, quan un anomenat "Trípode de la Unitat Nacional", fet en bronze, fou ofert pel govern central al govern de la Regió Autònoma Xinjiang Uigur per celebrar el cinquantenari de la seva instauració.
A l'antiga Grècia, els trespeus solien emprar-se per sostenir lebes, de vegades per cuinar.

## Armes de foc

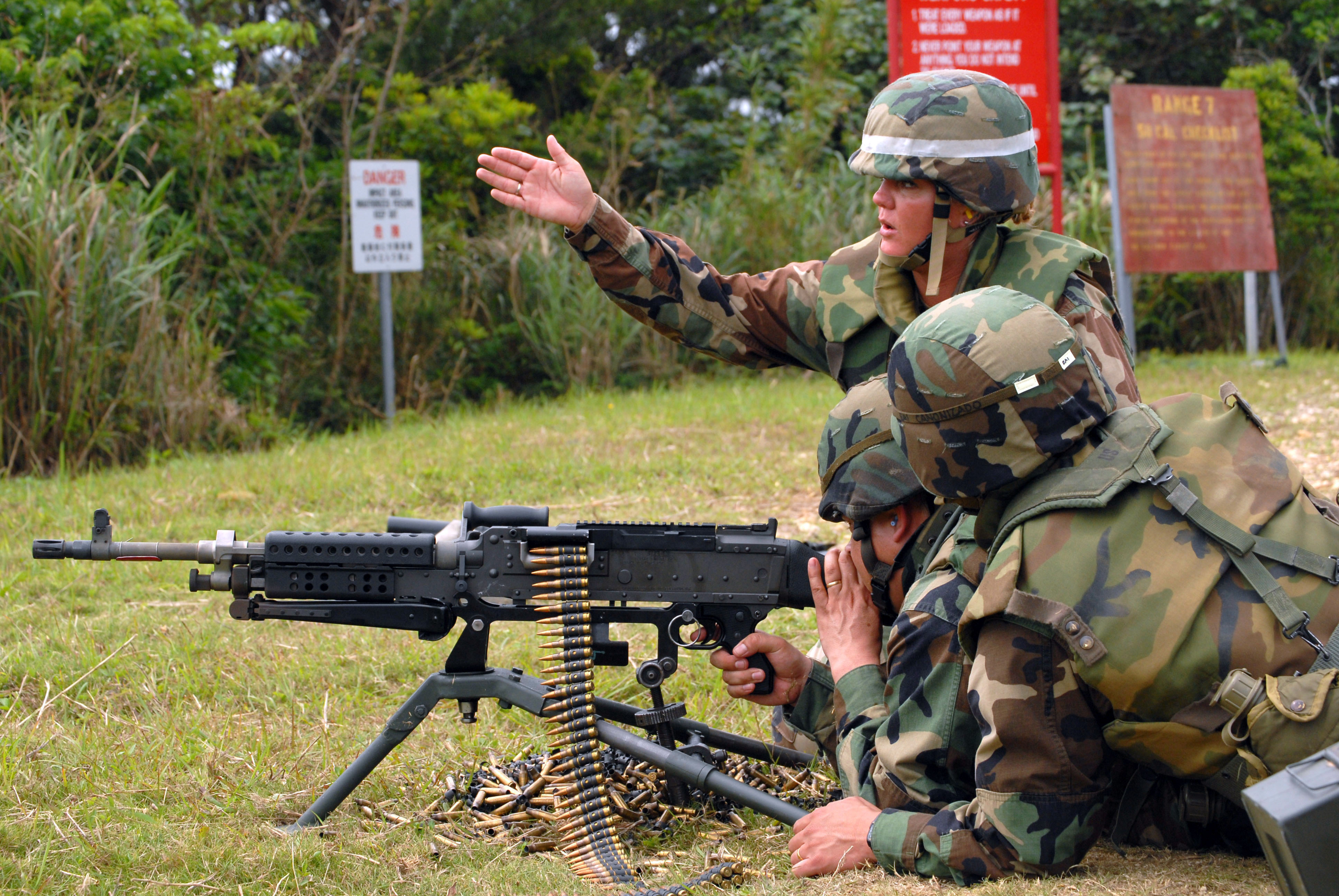
Soldats americans amb una metralladora muntada sobre un trespeus.

Els trípodes faciliten l'ús d'algunes armes de foc, tot fixant-les al terreny i evitant-ne el retrocés. El trespeus facilita el maneig de l'arma, que seria massa pesant per sostenir-la amb els braços mentre es dispara, i, a més, augmenta la precisió dels trets, que decauria molt a causa del retrocés.
Les metralladores, que són força pesants, funcionen bé amb un trespeus, però per a armes més lleugeres, com ara un fusell, quan cal estabilitzar-lo n'hi ha prou amb dues potes.

## Fotografia
Els trespeus s'empren tant per a càmeres de cinema com de fotografia per tal d'impedir el moviment de la càmera i guanyar estabilitat. Això és especialment necessari quan cal prendre fotos de llarga exposició. Per tal d'aconseguir més alçada, alguns trípodes incorporen un eix central vertical que no toca el terra, i que es pot elevar més amunt del punt d'unió de les tres potes.

## Topografia i construcció

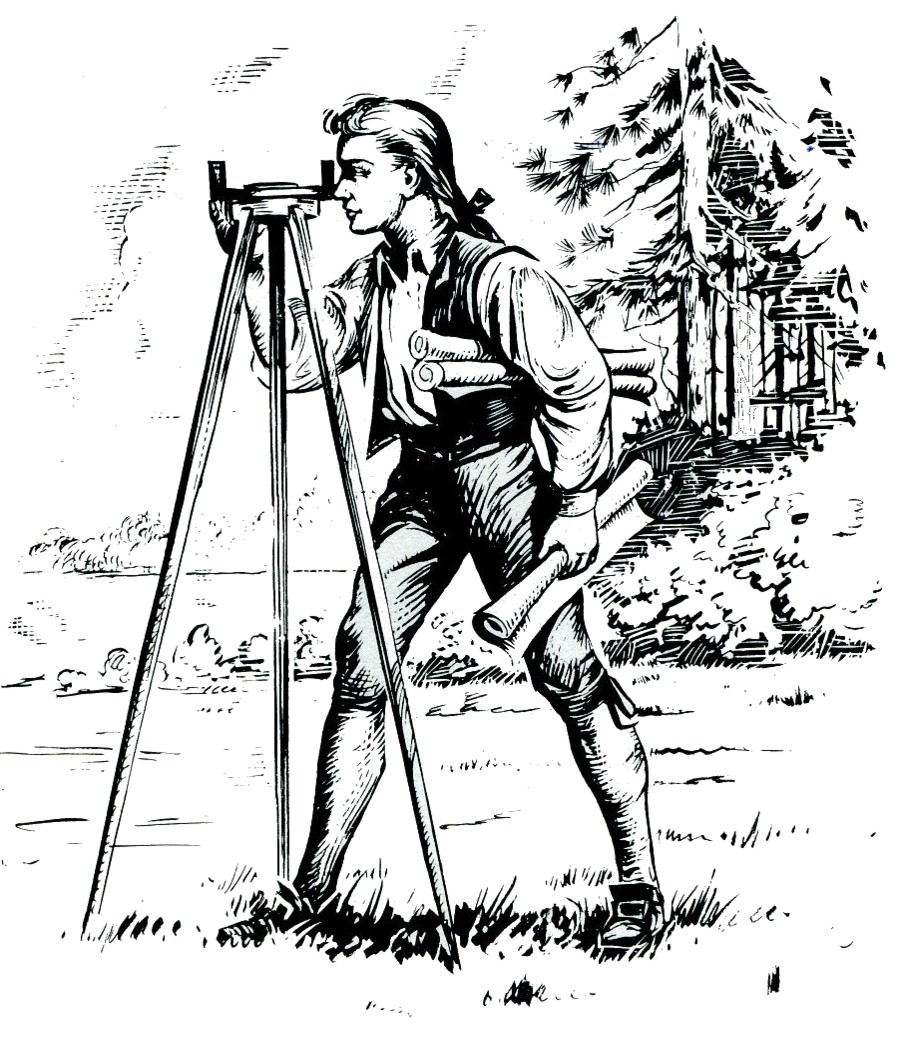
El jove George Washington amb un trespeus de topografia

Un trespeus de topografia serveix de suport a diversos instruments, com ara un teodolit, una estació total o un nivell. El trípode se situa al lloc exacte on s'han de prendre mesures i amb les potes es fixa convenientment en el terreny i se li dona l'alçada precisa. Un cop s'ha regulat convenientment la posició i l'alçada del capçal del trípode, s'hi fixa l'instrument de mesurament.

## Astronomia
Els astrònoms utilitzen uns trespeus molt robusts per sostenir generalment telescopis o binoculars, però també càmeres o equipament auxiliar. El trípode astronòmic sol portar una muntura altazimutal o equatorial per assistir el seguiment de les òrbites dels cossos celestes.